# D'où venons-nous ? Que sommes-nous ? Où allons-nous ?
D'où venons-nous ? Que sommes-nous ? Où allons-nous ? est une des œuvres les plus connues de Paul Gauguin. Peinte à Tahiti en 1897-1898, elle est conservée au musée des Beaux-Arts (Boston) (Massachusetts, États-Unis).

## Histoire du tableau
Gauguin entreprend un premier voyage à Tahiti dès 1891, en quête d'une société fondée sur d'autres valeurs que celles de la société européenne et occidentale. Il s'y installe définitivement en 1895. L'île isolée en plein océan Pacifique est le terrain d'un profond renouvellement de son art où le climat, la végétation, les paysages, le rapport entre l'Homme et la Nature, les mœurs et les mythes païens offrent de nouvelles thématiques à l'artiste. Avec cette œuvre mesurant 1,39 m de hauteur et 3,74 m de longueur, Gauguin synthétise l'essentiel de ses thématiques tahitiennes.
En 1898, le peintre envoie le tableau à George-Daniel de Monfreid à Marseille . Par la suite, la toile fut confiée et vendue à plusieurs autres marchands et collectionneurs parisiens et européens tel que Gabriel Frizeau, jusqu'à ce qu'elle soit acquise par la galerie Marie Harriman à New York en 1936. Le musée des beaux-arts de Boston en a fait l'acquisition auprès de cette galerie le 16 avril 1936.
Le tableau est aujourd'hui exposé au musée des beaux-arts de Boston (no 36270) dans la collection Tompkins, qui fait partie de la Sidney and Esther Rabb Gallery (qui expose dessin œuvres d'art européennes créées entre 1876 et 1950).

## Analyse
Le tableau se lit de droite à gauche, et se divise en trois groupes principaux de personnes illustrant les questions posées dans le titre. Les trois femmes avec un enfant représentent le début de la vie, le groupe du milieu symbolise l'existence quotidienne des jeunes adultes, et dans le dernier groupe, d'après l'artiste, « une vieille femme approchant la mort apparaît réconciliée et résignée à cette idée » ; à ses pieds, « un étrange oiseau blanc tenant en sa patte un lézard bleu , représente la futilité des mots. » L'idole bleue à l'arrière-plan représente apparemment ce que Gauguin décrivait comme « L'au-delà ».
Certains éléments et motifs sont issus d'autres œuvres peintes quelques années auparavant. La femme âgée à gauche est une reprise de l'Eve Bretonne peinte en 1889. L'enfant au centre mangeant un fruit est issu de Nave Nave Mahana (Jour délicieux), peint l'année précédente.

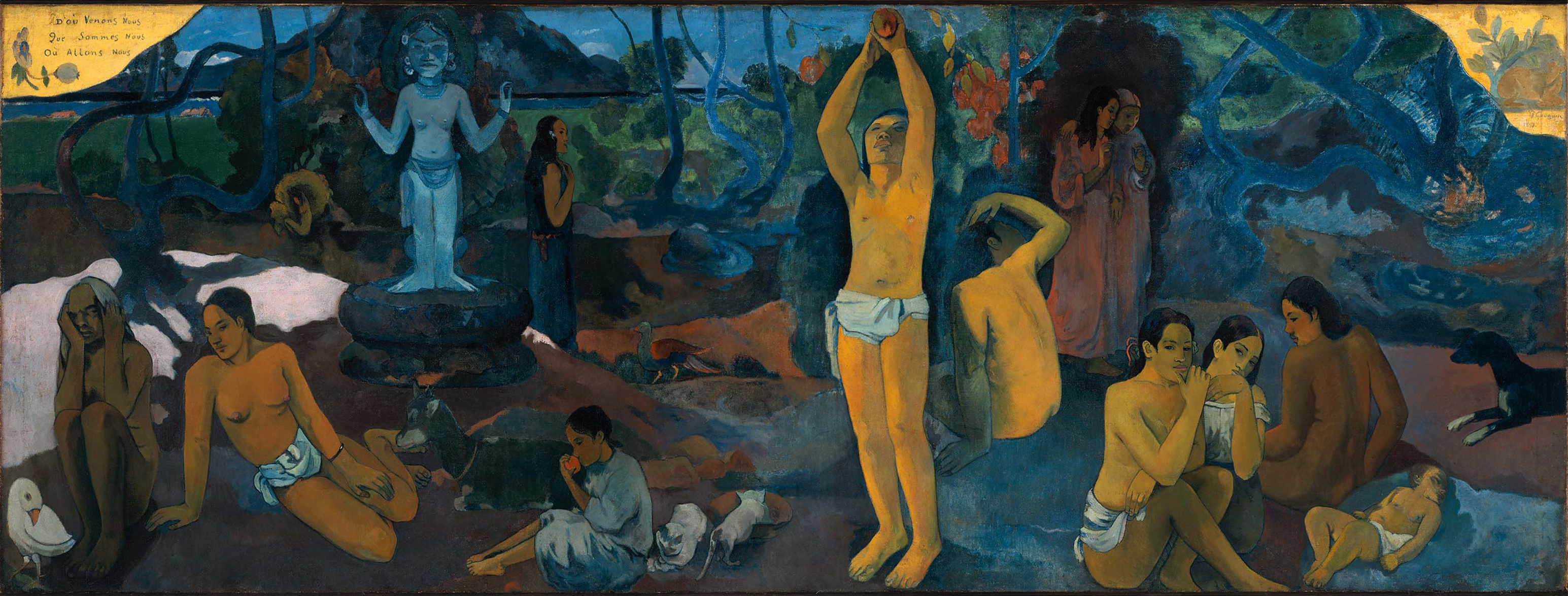
Paul Gauguin, D'où venons-nous ? Que sommes-nous ? Où allons-nous ?. Musée des Beaux-Arts (Boston).

Gauguin explique dans une lettre à son ami Monfreid les circonstances de l'élaboration du tableau : « il faut vous dire que ma résolution (de suicide) était bien prise pour le mois de décembre. Alors j'ai voulu, avant de mourir, peindre une grande toile que j'avais en tête et, durant tout le mois, j'ai travaillé jour et nuit dans une fièvre inouïe [...]. L'aspect est terriblement fruste [...]. On dir (« dira » ?) que c'est lâché, pas fini. Il est vrai qu'on ne se juge pas bien soi-même mais cependant je crois que non seulement cette toile dépasse en valeur toutes les précédentes mais encore que je n'en ferais jamais une meilleure ni une semblable. J'y ai mis là, avant de mourir, toute mon énergie, une telle passion douloureuse dans des circonstances terribles et une vision tellement nette, sans correction, que le hâtif disparaît et que la vie surgit [...]. Les deux coins du haut sont jaune de chrome avec l'inscription à gauche et ma signature à droite, telle une fresque abîmée aux coins et appliquée sur un mur or. »

## Postérité
Le tableau fait partie des « 105 œuvres décisives de la peinture occidentale » constituant le musée imaginaire de Michel Butor.